# Артиђанале Риполи (Терамо)
Артиђанале Риполи (итал. Artigianale Ripoli) је насеље у Италији у округу Терамо, региону Абруцо.
Према процени из 2011. у насељу је живело 57 становника. Насеље се налази на надморској висини од 80 м.